# Leigh Brackett
Leigh Douglass Brackett (Los Ángeles, 7 de diciembre de 1915-Lancaster, 18 de marzo de 1978) fue una escritora de ciencia ficción estadounidense. Fue una autora regular durante quince años en Planet Stories, con diecisiete historias en total que aparecieron durante la existencia de la revista.
También fue guionista, conocida por sus trabajos en películas como The Big Sleep (1946), Río Bravo (1959), The Long Goodbye (1973) y Star Wars: Episodio V - El Imperio contraataca (1980).

## Primeros años y educación
Leigh Brackett nació y creció en Los Ángeles, California. Su padre murió cuando ella era muy joven; su madre no se volvió a casar. Leigh era "alta" y «atlética». Asistió a una escuela privada para niñas en Santa Mónica, California, donde participó en el teatro y comenzó a escribir.

## Carrera

#### Escritora de ficción
Brackett publicó por primera vez a los 20 años; la historia de ciencia ficción «Martian Quest» apareció en la edición de febrero de 1940 de Astounding Science Fiction. Sus primeros años como escritora (1940-42) fueron los más productivos. Algunas de sus historias tienen temas sociales, como «The Citadel of Lost Ships» (1943), que considera los efectos sobre las culturas alienígenas del imperio comercial en expansión de la Tierra. En ese momento, era miembro activo de Los Angeles Science Fantasy Society (LASFS) y participaba en el fandom de ciencia ficción local contribuyendo al segundo número de Pogo’s STF-ETTE. , un fanzine de ciencia ficción exclusivamente femenino (probablemente el primero).

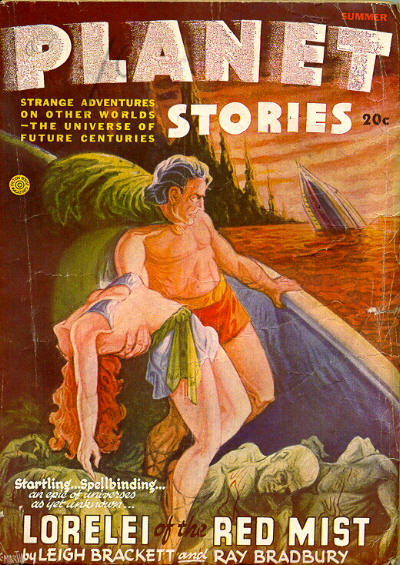
The Brackett-Bradbury collaboration "Lorelei of the Red Mist" took the cover of Planet Stories in 1946.

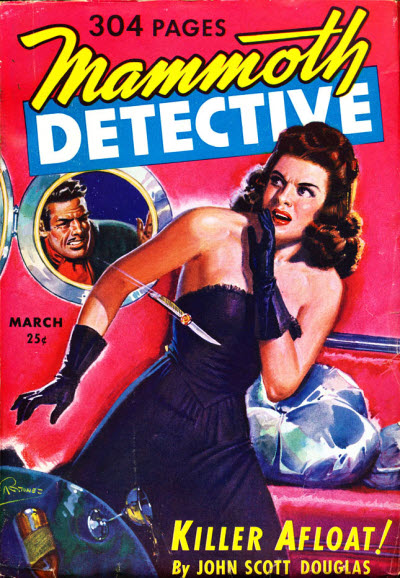
Brackett's first detective story, "Murder in the Family", was published in Mammoth Detective in 1943.

La primera novela de Brackett, No Good from a Corpse (1944), fue una novela de misterio dura en la tradición de Raymond Chandler. El libro la condujo a su primer gran trabajo como guionista. Después de esto, las historias de ciencia ficción de Brackett se volvieron más ambiciosas. Shadow Over Mars (1944) fue su primera novela de ciencia ficción; aunque tosca, marcó el comienzo de un nuevo estilo influenciado por la caracterización de la historia de detectives y el cine negro de la década de 1940.[4] Ganó un Retro Hugo a la mejor novela en 2020.
Planet Stories publicó la novela Lorelei of the Red Mist, en la que el protagonista es un ladrón llamado Hugh Starke. Brackett terminó la primera mitad antes de entregársela a su amigo cercano Ray Bradbury, para poder irse a trabajar en el guion de The Big Sleep.
Brackett volvió a escribir ciencia ficción en 1948 después de su trabajo cinematográfico. Entre 1948 y 1951, produjo una serie de historias de aventuras de ciencia ficción que fueron más largas que su trabajo anterior, incluidas representaciones clásicas de sus escenarios planetarios como «The Moon that Vanished» y la novela Sea-Kings of Mars (1949). Esta última se publicó más tarde como The Sword of Rhiannon.
En 1953 escribió junto con su marido Edmond Hamilton la historia The Lord of Bat-Manor, para el número 168 de la serie de historieta Detective Comics.

## Guionista
Poco después de que Brackett irrumpiera en la escritura de ciencia ficción, escribió sus primeros guiones. El director de Hollywood Howard Hawks quedó tan impresionado con su novela No Good from a Corpse que hizo que su secretaria llamara a "este tipo Brackett» para ayudar a William Faulkner a escribir el guion de The Big Sleep (1946) (El sueño eterno). La película fue escrita por Brackett, Faulkner y Jules Furthman, y protagonizada por Humphrey Bogart.
Después de casarse, Brackett se tomó un descanso de la escritura de guiones. Cuando volvió a escribir guiones a mediados de la década de 1950, escribió para televisión y cine. Howard Hawks la contrató para escribir o coescribir varias películas de John Wayne, incluidas Rio Bravo (1959), Hatari! (1962), El Dorado (1966) y Río Lobo (1970). Debido a su experiencia con The Big Sleep (El sueño eterno), más tarde adaptó la novela de Raymond Chandler The Long Goodbye (Un largo adiós) para la pantalla.

#### El sistema solar de Brackett
A menudo llamada la "reina de la ópera espacial», Brackett también escribió romance planetario. Casi todos sus romances planetarios tienen lugar en el sistema solar de Leigh Brackett, que contiene versiones ficticias ricamente detalladas de la imagen de Marte y Venus de la ciencia ficción de la década de 1930 a la de 1950. Marte aparece como un mundo desértico, marginalmente habitable, poblado por razas antiguas, decadentes y en su mayoría humanoides, y Venus como un planeta selvático, primitivo y húmedo, ocupado por tribus vigorosas y primitivas, y monstruos reptilianos. Brackett combina elementos de sus otros mundos con elementos de fantasía.
Aunque la influencia de Edgar Rice Burroughs es evidente en las historias de Marte de Brackett, su Marte está firmemente ambientado en un mundo de comercio y competencia interplanetaria. Un tema destacado de sus historias es el choque de civilizaciones planetarias; ilustran y critican los efectos del colonialismo en civilizaciones que son más antiguas o más jóvenes que las de los colonizadores. Los héroes de Burroughs se propusieron rehacer mundos enteros según sus propios códigos; los héroes de Brackett (a menudo antihéroes) están a merced de tendencias y movimientos mucho más grandes que ellos.

#### El imperio contraataca
Brackett trabajó en el guion de The Empire Strikes Back (El imperio contrataca), la primera secuela de Star Wars. La película ganó el premio Hugo en 1981. Este guion supuso un cambio para Brackett; hasta entonces, toda su ciencia ficción había sido en forma de novelas y cuentos. George Lucas dijo que le pidió a Brackett que escribiera el guion basado en el esquema de su historia. Brackett escribió un primer borrador terminado, titulado «Star Wars sequel» «Secuela de Star Wars», que se entregó a Lucas poco antes de su muerte por cáncer el 18 de marzo de 1978, pero su versión fue rechazada por Lucas, quien escribió dos borradores de un nuevo guion mientras terminaba el de En busca del arca perdida. Finalmente, le entregó el guion de Brackett a Lawrence Kasdan para que reelaborara algunos diálogos. Brackett y Kasdan (pero no Lucas) fueron acreditados por el guion final. Brackett fue acreditada como tributo a pesar de no estar involucrada en la película final.
Durante más de treinta años, el guion de Brackett solo podía leerse en la biblioteca de colecciones especiales de Jack Williamson en la Universidad del Este de Nuevo México, en Portales, Nuevo México, y en los archivos de Lucasfilm en California. Fue publicado oficialmente en febrero de 2016. En este borrador, hay un triángulo amoroso entre Luke, Leia y Han Solo. Yoda se llama Minch, Luke tiene una hermana oculta llamada Nellith, Lando Calrissian es Lando Kaddar, el padre de Luke sigue siendo un personaje distinto de Darth Vader y aparece como un fantasma de la Fuerza en Dagobah, y Han Solo, al final del guion, se va para buscar a su tío Ovan Marek, el hombre más poderoso del universo después del Emperador Palpatine.

## Vida personal y muerte
El 31 de diciembre de 1946, a los 31 años, Brackett se casó con otro escritor de ciencia ficción, Edmond Hamilton, en San Gabriel, California.  Ray Bradbury fue el padrino. Bradbury y Robert Heinlein fueron amigos cercanos de Brackett durante mucho tiempo. Se mudó con Hamilton a Kinsman, Ohio.
Brackett murió de cáncer en 1978 en Lancaster, California.

## Obra

#### Novelas de ciencia ficción
- Shadow Over Mars (1951) – first published 1944; published in the U.S. as The Nemesis from Terra (1961); en español La sombra sobre Marte, Los libros de Barsoom, reed. 2019
- The Starmen (1952) – also published as The Galactic Breed (1955, abridged), The Starmen of Llyrdis (1976)
- The Sword of Rhiannon (1953) – first published as Sea-Kings of Mars (1949); en español La espada de Rhiannon, Martínez Roca, 1986
- The Big Jump (1955)
- The Long Tomorrow (1955)
- Alpha Centauri or Die! (1963) – fixup of The Ark of Mars (1953) and Teleportress of Alpha C (1954)
- The Secret of Sinharat and People of the Talisman (1964)
- The Ginger Star (1974) – first published as a two-part serial in Worlds of If, February and April 1974
- The Hounds of Skaith (1974)
- The Reavers of Skaith (1976)

#### Colecciones de ciencia ficción
- The Coming of the Terrans (1967)
- The Halfling and Other Stories (1973)
- The Book of Skaith (1976) – edició ómnibus de las tres novelas Skaith; en español El libro de Skaith, 3 tomos: La estrella escarlata, Los perros de Skaith y Piratas de Skaith, Miraguano, 1989
- The Best of Leigh Brackett (1977), ed. Edmond Hamilton
- Martian Quest: The Early Brackett (2000) – Haffner Press
- Stark and the Star Kings (2005), with Edmond Hamilton
- Sea-Kings of Mars and Otherworldly Stories (2005) – #46 in the Fantasy Masterworks series
- Lorelei of the Red Mist: Planetary Romances (2007) – Haffner Press
- Shannach–the Last: Farewell to Mars (2011) – Haffner Press

#### Guiones de cine
- The Vampire's Ghost (con John K. Butler), 1945
- Crime Doctor's Manhunt (con Eric Taylor), 1946
- The Big Sleep (El sueño eterno y Al borde del abismo), con William Faulkner y Jules Furthman), 1946
- Rio Bravo (con Jules Furthman y B.H. McCampbell), 1959
- Gold of the Seven Saints (con Leonard Freeman), 1961.[13]
- ¡Hatari! (con Harry Kurnitz), 1962
- Man's Favorite Sport? (no acreditada), 1964
- El Dorado, 1967
- Río Lobo (con Burton Wohl), 1970
- The Long Goodbye, 1973 (El largo adiós y Un adiós peligroso)
- Star Wars: Episodio V - El Imperio contraataca (con George Lucas y Lawrence Kasdan), 1980 (El imperio contraataca)